# Cladobranchia
Sous-ordre
Les Cladobranchia sont l'un des deux sous-ordres de mollusques nudibranches, l'autre étant celui des Doridina.

## Caractéristiques

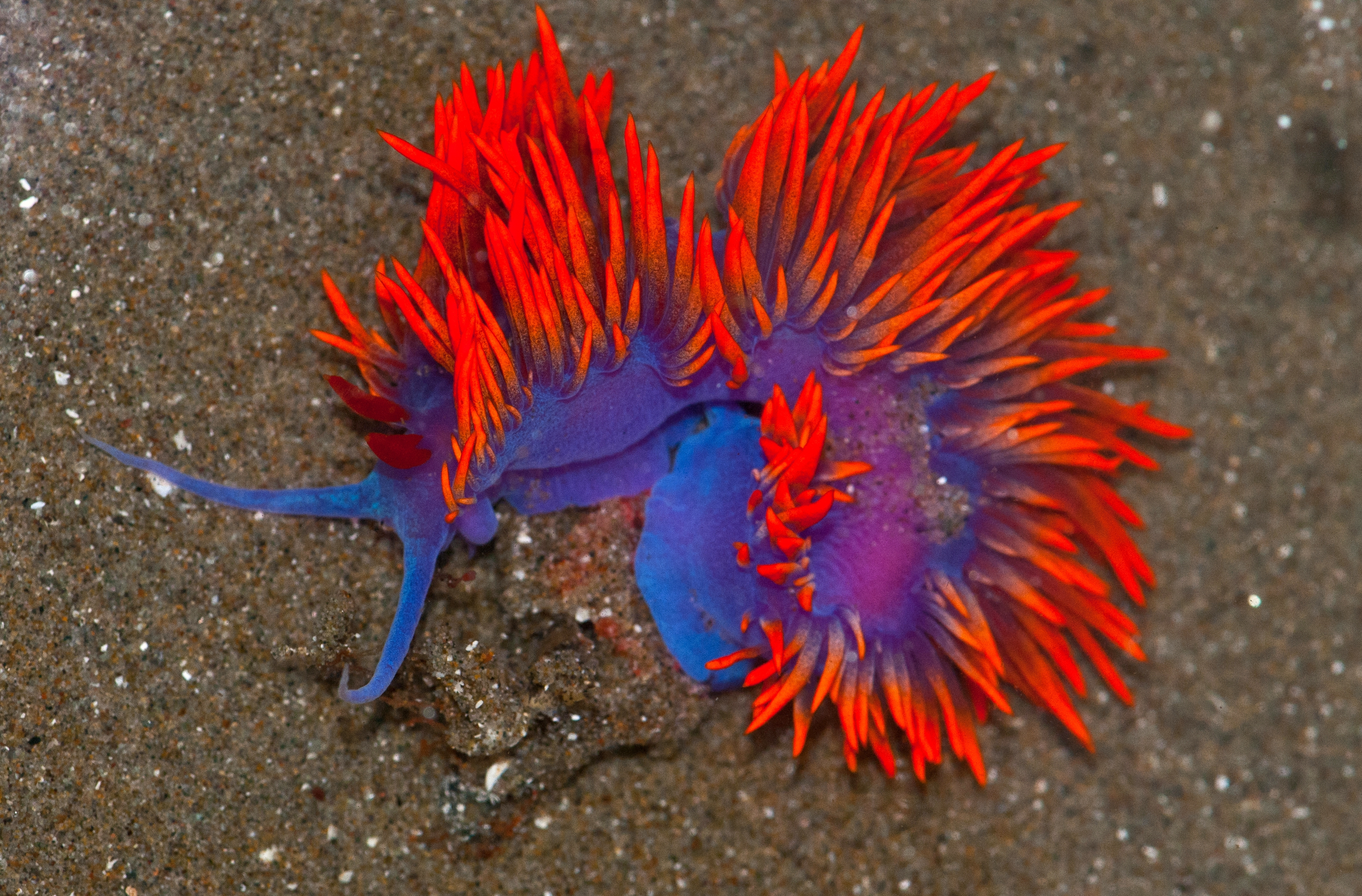
Flabellinopsis iodinea, un Aeolidioidea.

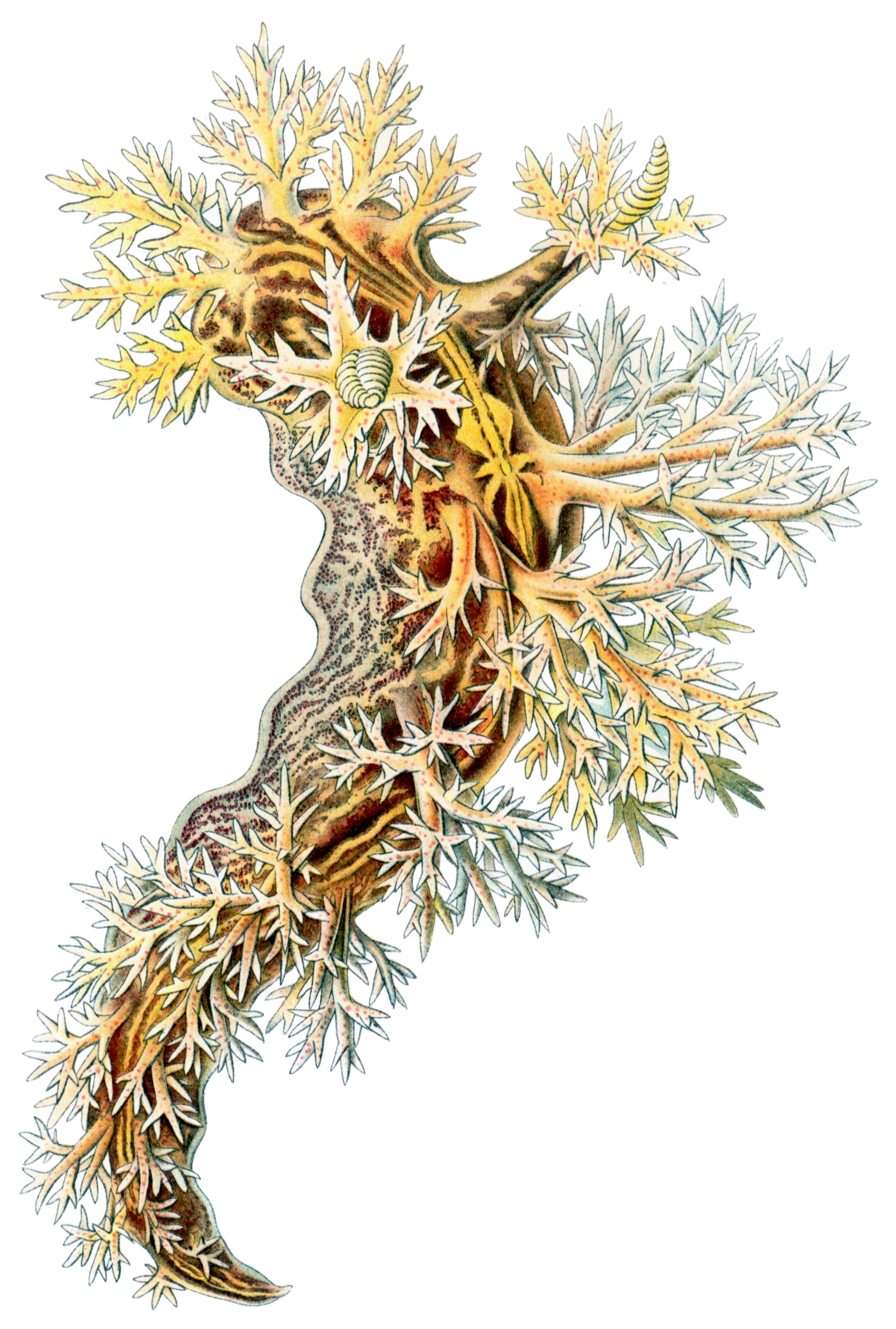
Illustration de Dendronotus frondosus par Ernst Haeckel.

Ce taxon, proposé en 1984 puis abandonné et enfin ressuscité, remplace depuis environ 2017 celui des Dexiarchia. 
Ce groupe contient au moins un millier d'espèces de limaces nudibranches cladohépatiques, caractérisés par des branchies généralement en position latérale et modifiés en cérates, ainsi qu'une glande digestive généralement ramifiée, connectée à l'autre extrémité à un anus en position latérale droite.  

## Classification
Selon World Register of Marine Species (14 février 2020), prenant pour base la taxinomie de Bouchet & Rocroi (2005), on compte sept super-familles :
- - super-famille des Aeolidioidea Gray, 1827
    - famille des Aeolidiidae Gray, 1827
    - famille des Babakinidae Roller, 1973
    - famille des Facelinidae Bergh, 1889
    - famille des Flabellinopsidae Korshunova, Martynov, Bakken, Evertsen, Fletcher, Mudianta, Saito, Lundin, Schrödl & Picton, 2017
    - famille des Glaucidae Gray, 1827
    - famille des Myrrhinidae Bergh, 1905
    - famille des Notaeolidiidae Eliot, 1910
    - famille des Piseinotecidae Edmunds, 1970
    - famille des Pleurolidiidae Burn, 1966

  - super-famille des Arminoidea Iredale & O'Donoghue, 1923 (1841)
    - famille des Arminidae Iredale & O'Donoghue, 1923 (1841)
    - famille des Doridomorphidae Er. Marcus & Ev. Marcus, 1960 (1908)

  - super-famille des Dendronotoidea Allman, 1845
    - famille des Bornellidae Bergh, 1874
    - famille des Dendronotidae Allman, 1845
    - famille des Dotidae Gray, 1853
    - famille des Hancockiidae MacFarland, 1923
    - famille des Lomanotidae Bergh, 1890
    - famille des Scyllaeidae Alder & Hancock, 1855
    - famille des Tethydidae Rafinesque, 1815

  - super-famille des Doridoxoidea Bergh, 1899
    - famille des Doridoxidae Bergh, 1899

  - super-famille des Fionoidea Gray, 1857
    - famille des Abronicidae Korshunova, Martynov, Bakken, Evertsen, Fletcher, Mudianta, Saito, Lundin, Schrödl & Picton, 2017
    - famille des Apataidae Korshunova, Martynov, Bakken, Evertsen, Fletcher, Mudianta, Saito, Lundin, Schrödl & Picton, 2017
    - famille des Calmidae Iredale & O'Donoghue, 1923
    - famille des Coryphellidae Bergh, 1889
    - famille des Cumanotidae Odhner, 1907
    - famille des Cuthonellidae M. C. Miller, 1977
    - famille des Cuthonidae Odhner, 1934
    - famille des Embletoniidae Pruvot-Fol, 1954
    - famille des Eubranchidae Odhner, 1934
    - famille des Fionidae Gray, 1857
    - famille des Flabellinidae Bergh, 1889
    - famille des Murmaniidae Korshunova, Martynov, Bakken, Evertsen, Fletcher, Mudianta, Saito, Lundin, Schrödl & Picton, 2017
    - famille des Paracoryphellidae M. C. Miller, 1971
    - famille des Pinufiidae Er. Marcus & Ev. Marcus, 1960
    - famille des Pseudovermidae Thiele, 1931
    - famille des Samlidae Korshunova, Martynov, Bakken, Evertsen, Fletcher, Mudianta, Saito, Lundin, Schrödl & Picton, 2017
    - famille des Tergipedidae Bergh, 1889
    - famille des Trinchesiidae F. Nordsieck, 1972
    - famille des Unidentiidae Millen & Hermosillo, 2012
    - famille des Xenocratenidae Martynov, Lundin, Picton, Fletcher, Malmberg & Korshunova, 2020

  - super-famille des Proctonotoidea Gray, 1853
    - famille des Curnonidae d'Udekem d'Acoz, 2017
    - famille des Dironidae Eliot, 1910
    - famille des Janolidae Pruvot-Fol, 1933
    - famille des Lemindidae Griffiths, 1985
    - famille des Madrellidae Preston, 1911
    - famille des Proctonotidae Gray, 1853

  - super-famille des Tritonioidea Lamarck, 1809
    - famille des Tritoniidae Lamarck, 1809

## Galerie

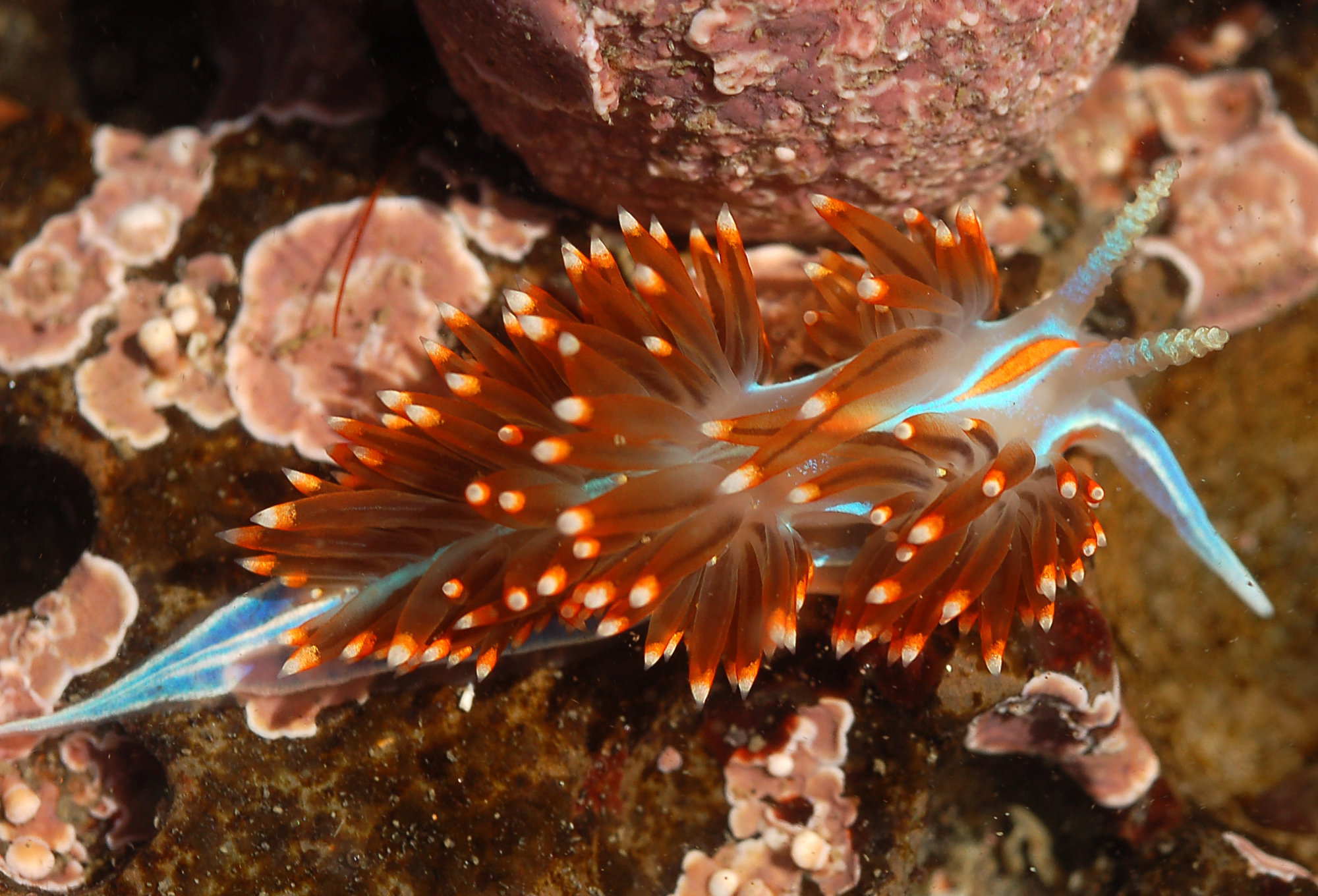
Hermissenda crassicornis, un Aeolidioidea.
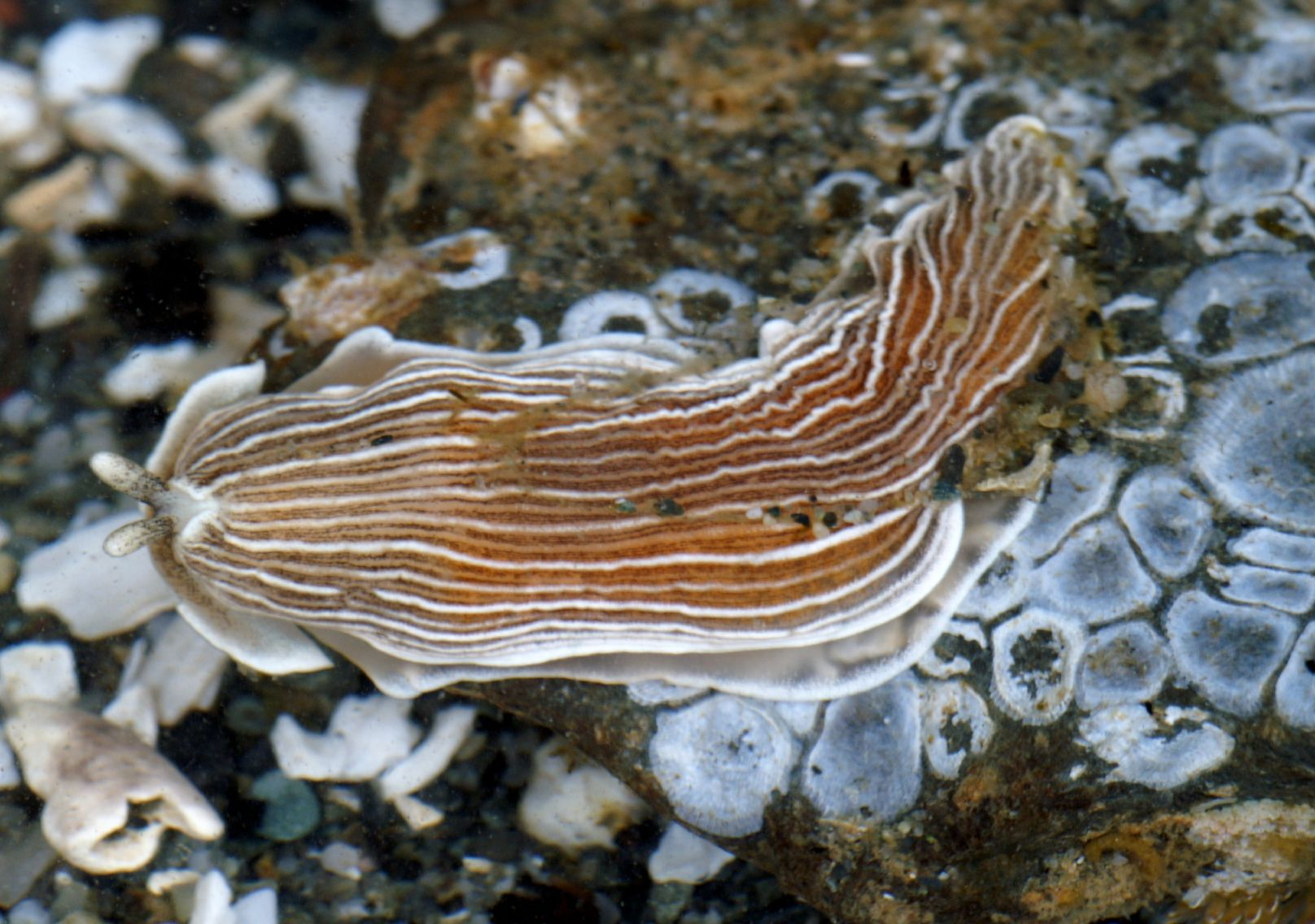
Armina californica, un Arminoidea.
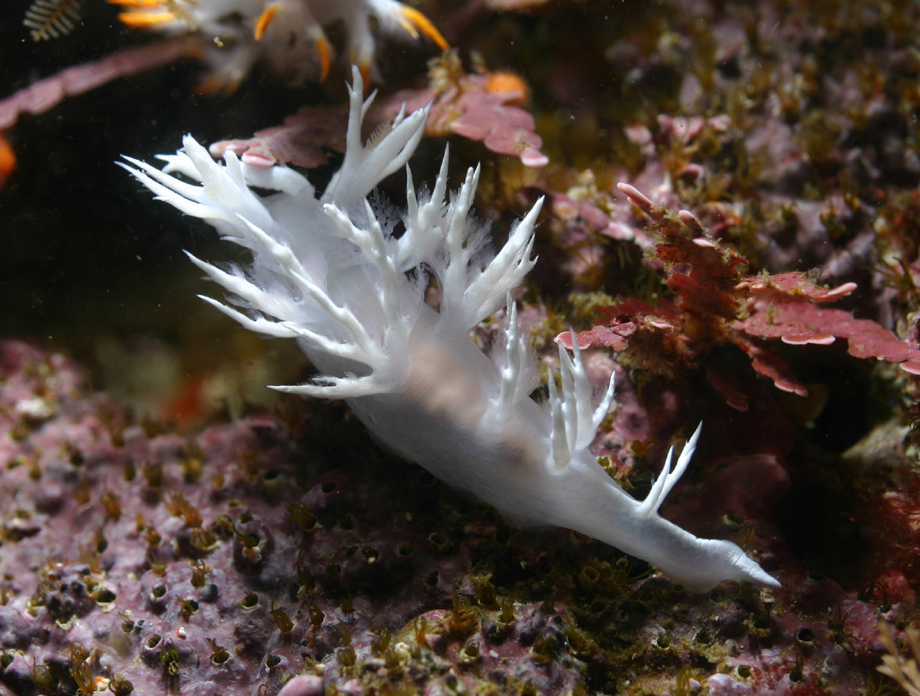
Dendronotus albus, un Dendronotoidea.
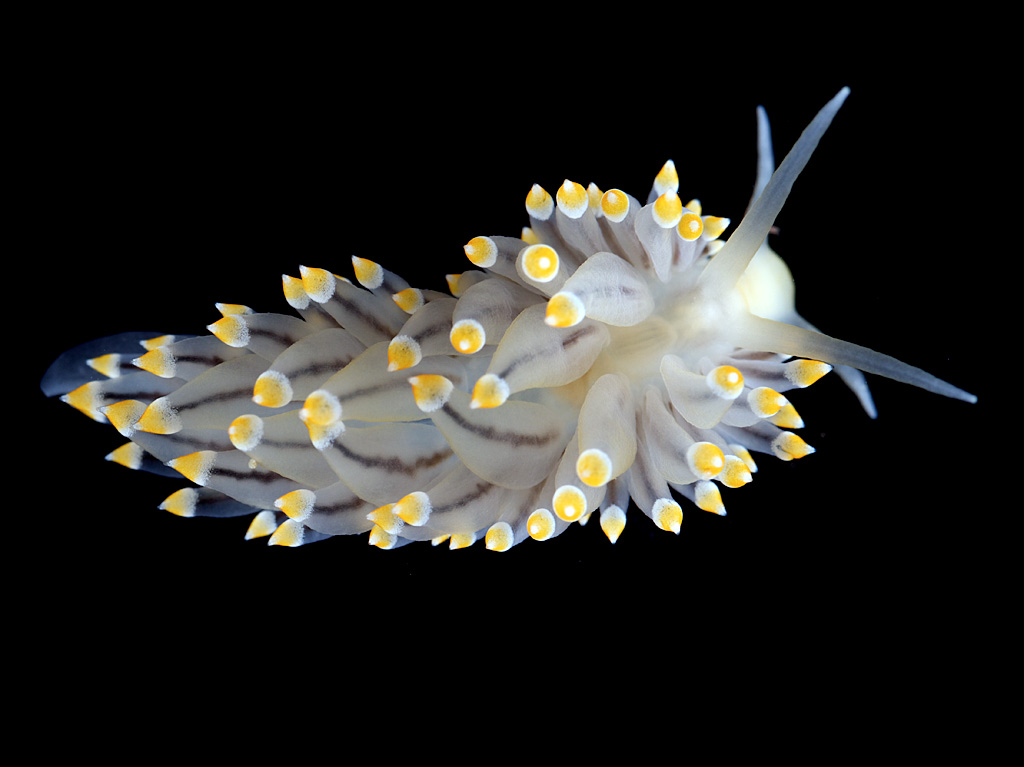
Eubranchus tricolor, un Fionoidea.
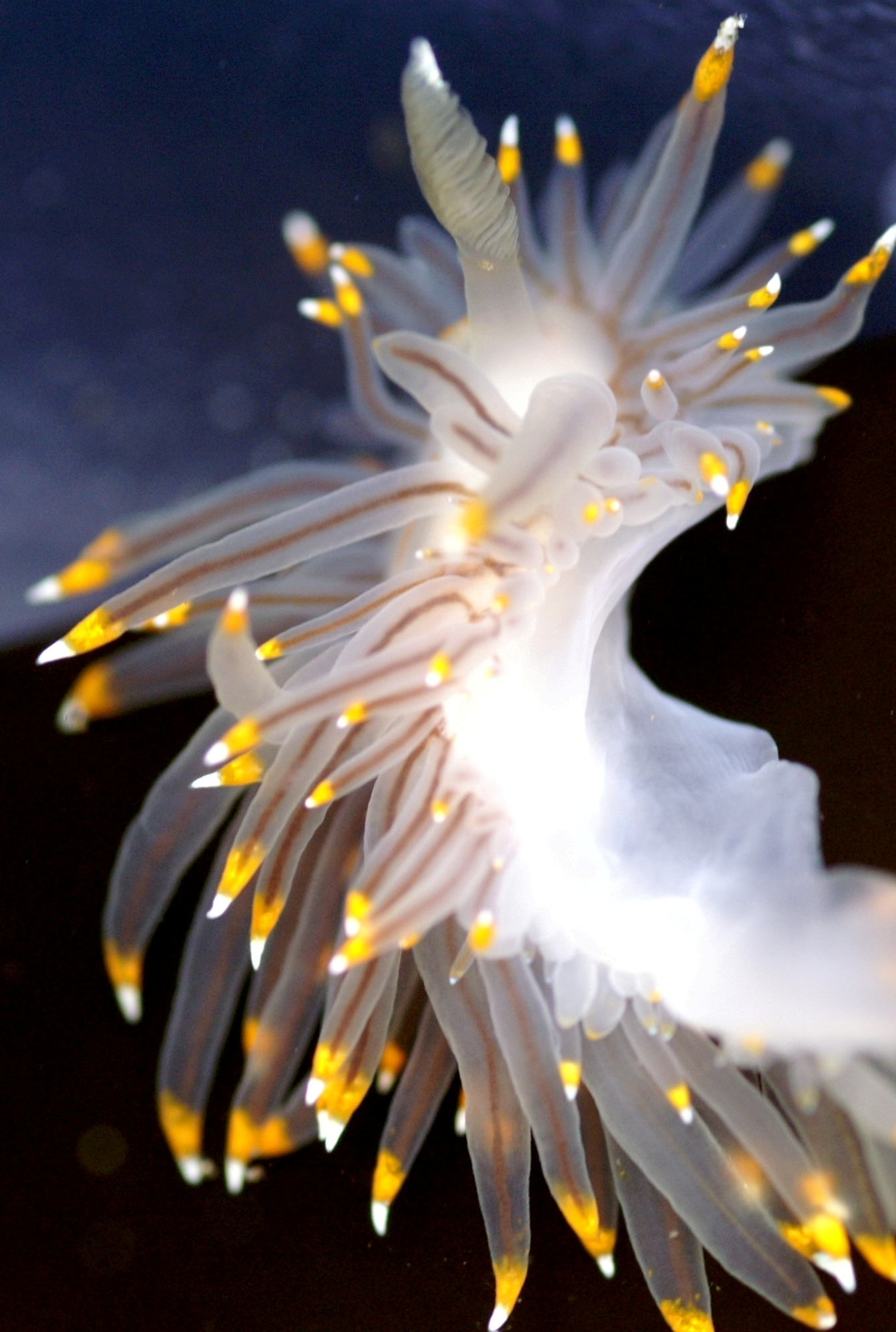
Janolus fuscus, un Proctonotoidea.
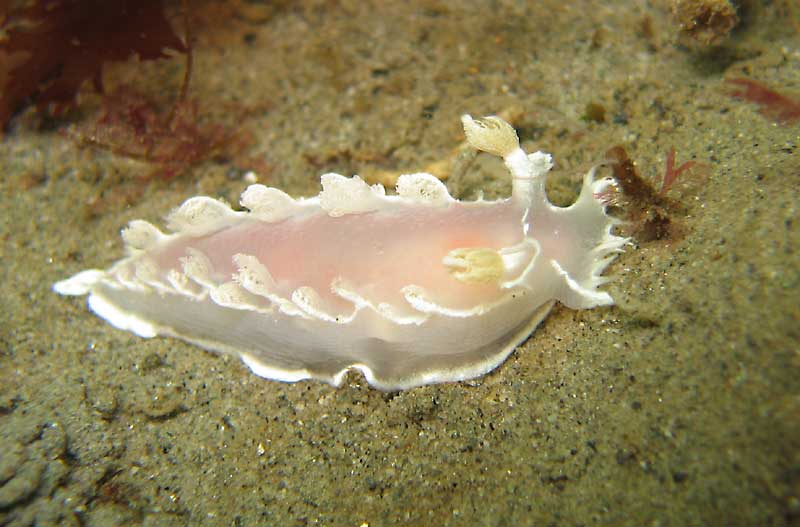
Tritonia festiva, un Tritonioidea.